# Arrowette
Arrowette est le surnom de deux super-héroïnes appartenant à l'Univers de DC Comics. Créé par Lee Elias, le premier personnage de fiction apparaît pour la première fois dans le comic book World's Finest Comics #113 de novembre 1960. Créé par le scénariste Tom Peyer et le dessinateur Craig Rousseau, le second personnage de fiction apparaît pour la première fois dans le comic book Impulse #28 d'août 1997. Bonnie King, la première super-héroïne, est un faire-valoir de Green Arrow et c'est la mère de Cissie King-Jones, la seconde Arrowette.

## Bonnie King
Enfant, poussée par sa mère, Bonnie King suit un entraînement intensif au tir à l'arc. Elle participe aux Jeux olympiques et obtient une médaille de bronze. Cela ne satisfait pas sa mère et Bonnie quitte la maison. En arrivant à Star City, elle découvre les justiciers Green Arrow et Speedy qui lui donne l'envie de combattre le crime. Elle prend le nom de code de Miss Arrowette. Elle aide le duo d'archers, même lorsqu'ils n'ont rien demandé. Bonnie King devient une source d'ennuis pour Green Arrow.
Malgré sa bonne volonté et ses talents au tir à l'arc, la jeune femme se montre maladroite. À cause d'une blessure au poignet, elle renonce à sa carrière de justicière. Elle épouse le journaliste Bernell Jones, admirateur depuis sa prestation aux Jeux Olympiques et fan des aventures de la super-héroïne. Le couple donne naissance à Cissie. Quelques années après, son mari décède. Grâce à l'assurance vie, elle a assez d'argent pour vivre et entraîner sa fille. Bonnie King souhaite en faire une justicière.

## Cissie King-Jones
Fille de Bonnie King-Jones, Cissie est forcée dès sa plus tendre enfance à un entraînement hyper-intensif au tir à l'arc ainsi qu'à d'autres disciplines sportives pendant des années. Sa mère souhaite faire d'elle la nouvelle Arrowette. Lors de sa première mission confiée par sa mère, elle affronte le démon Spazz à Manchester, en Alabama. Avec l'aide du super-héros Impulse, elle parvient à le vaincre. Max Mercury, le mentor d'Impulse, est choqué par la manière de Bonnie de traiter son enfant. Il porte plainte et les services de la protection de l'enfant retire à Bonnie la garde de sa fille. Sa mère est internée et Cissie est placé dans un internat à l'école Elias en Pennsylvanie. Plus tard, la jeune fille décide de rejoindre Young Justice. Wonder Girl devient sa meilleure amie. Arrowette quitte l'équipe le jour où elle manque de tuer un criminel.

## Capacités et équipement
La mère et la fille sont toutes les deux des archers de niveau olympique. Elles emploient un arc et des flèches, certaines d'entre elles ont des capacités spéciales. Cissie King-Jones est également adepte des sports de combats rapprochés comme le kick boxing.

## Adaptations à d'autres médias
Début 2010, l'actrice Stephanie Lemelin annonce sur son blog qu'elle va doubler le personnage d'Arrowette dans la série télévisée d'animation La Ligue des justiciers : Nouvelle Génération. Finalement, bien que l'aspect du personnage soit similaire à Arrowette, l'archer féminin de la série est nommée Artémis. En 2013, le personnage a une figurine dans le jeu HeroClix.
Cissie King-Jones apparaît finalement en tant qu'Arrowette dans la saison 3.
Dans Flashpoint (comics), elle est une homologue négative aux ordres de la mauvaise homologue de Wonder Woman.